# Jean-Joseph Aousten
Jean-Joseph Aousten est un sculpteur français né à Avignon, le 18 août 1818.

## Biographie
Jean-Joseph Aousten fut élève de son compatriote Jean-Louis Brian et étudia à Paris, à l'École des Beaux-Arts. Dans cette école on voit de lui une esquisse en bas-relief, modelée en 1841, représentant les Naïades et les Dryades pleurant sur le corps d'Adonis. En 1861, il reçut la commande d'une partie des sculptures du nouveau palais de Justice de Marseille. On lui doit, dans cet édifice, les bas-reliefs décorant la première chambre, bas-reliefs exécutés en collaboration avec Truphème. En 1867, il donna au Musée Calvet à Avignon, un Mercure, statuette en plâtre qui est une réduction faite d'après la dernière œuvre de son maître Jean-Louis Brian.